# 우등시민
우등시민(El ciudadano ilustre, The Distinguished Citizen)은 스페인에서 제작된 가스통 듀프랫 감독의 2016년 코미디, 드라마 영화이다. 오스카 마티네즈 등이 주연으로 출연하였다.

## 출연

### 주연
- 오스카 마티네즈

### 조연
- 노라 나바스
- 마르셀로 단드레아